# Източен (булевард в Пловдив)
„Източен“ е булевард в Пловдив.
Започва от кръстовището с булевард „Христо Ботев“, пресича булевард „Княгиня Мария-Луиза“ и след кръговото с булевард „Шести септември“, завършва на север до река Марица. В южната си част е с две платна, всяко с три ленти, на север е с едно платно с по две ленти във всяка посока.
Булевардът е една от основните пътни артерии в първостепенната транспортна мрежа на Пловдив и е източна тангента на централната градска част и носител на основния вътрешноградски транзит север-юг.

## История
През 50-те години на XX век в източния край на Пловдив започва изграждането на булевард наречен „Мао Цзе-дун". Малко по-късно става „Димитър Благоев", а след 1990 г. е наречен „Източен".
Според административното деление на Пловдив булевардът е даден за стопанисване на два пловдивски района. За източното платно се грижи район „Източен“, а за западното – „Централен“. Булевардът разделя квартал „Каменица“ на две части.
През 2008 г. е направена основна реконструкция на булевард в участъка от булевард „Христо Ботев“ до булевард „Княгиня Мария Луиза“. Изградено е ново платно от източната страна покрай стадион „Христо Ботев“. В този участък булевардът има две пътни платна с дължина 1126 м и габарит 2х3 ленти за движение (2х10.5 м). През 2009 г. е направена реконструкция на булевард на север от булевард „Княгиня Мария Луиза“. Предвижда се свързване на булевардът с моста „Адата“ с надлез над част от Централния траурен парк и старите турски гробища. Така булевардът ще има директна връзка с булевард „Северен“.

## Забележителности
Близо до булеварда са следните забележителности:
- Стадион „Христо Ботев“
- Пивоварна фабрика „Каменица“
- Администрация на район „Източен“

## Градски транспорт
По бул. „Източен“ се движат автобусите с номера 9, 10, 21, 25, 36.